# Le Forgeron de la forêt
Pour plus de détails, voir Fiche technique et Distribution.
Le Forgeron de la forêt (森の鍛冶屋, Mori no kajiya) est un film japonais muet en noir et blanc, réalisé par Hiroshi Shimizu et sorti en 1929. Bien qu'incomplet, c'est le film le plus ancien encore existant du cinéaste.

## Synopsis
Le forgeron Kyōsuke a deux fils, Ichirō et Jirō. Lorsque ce dernier se retrouve estropié à la suite d'une chute, l'aîné quitte le village pour poursuivre des études de médecine, qui pourraient le guérir. Des années plus tard, ses études terminées, Ichirō revient au village pour son frère. Mais il se trouve accusé d'avoir volé dans le coffre du maire, il découvre aussi que le fils du maire poursuit de ses assiduités la fille qu'il aime.

## Fiche technique
- Titre : Le Forgeron de la forêt[1]
- Titre original : 森の鍛冶屋 (Mori no kajiya?)
- Réalisateur : Hiroshi Shimizu
- Assistants réalisateurs : Yasushi Sasaki et Minoru Matsui
- Scénario : Tokusaburō Murakami
- Photographie : Tarō Sasaki
- Société de production : Shōchiku
- Pays d'origine :  Empire du Japon
- Format : noir et blanc — 1,33:1 — 35 mm — film muet
- Genres : drame - mélodrame
- Durée : 30 minutes dans la version existante[2] (métrage original : dix bobines - 2 543 m[3])
- Date de sortie :
  - Empire du Japon : 5 janvier 1929[3]

## Distribution

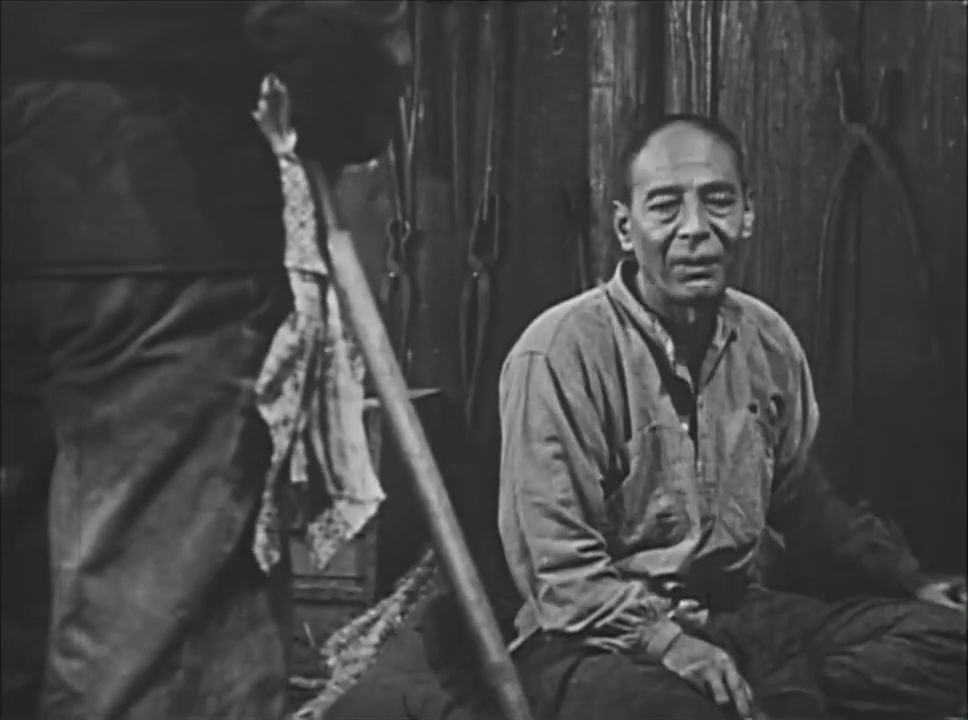
Scène du film avec Masao Inoue.

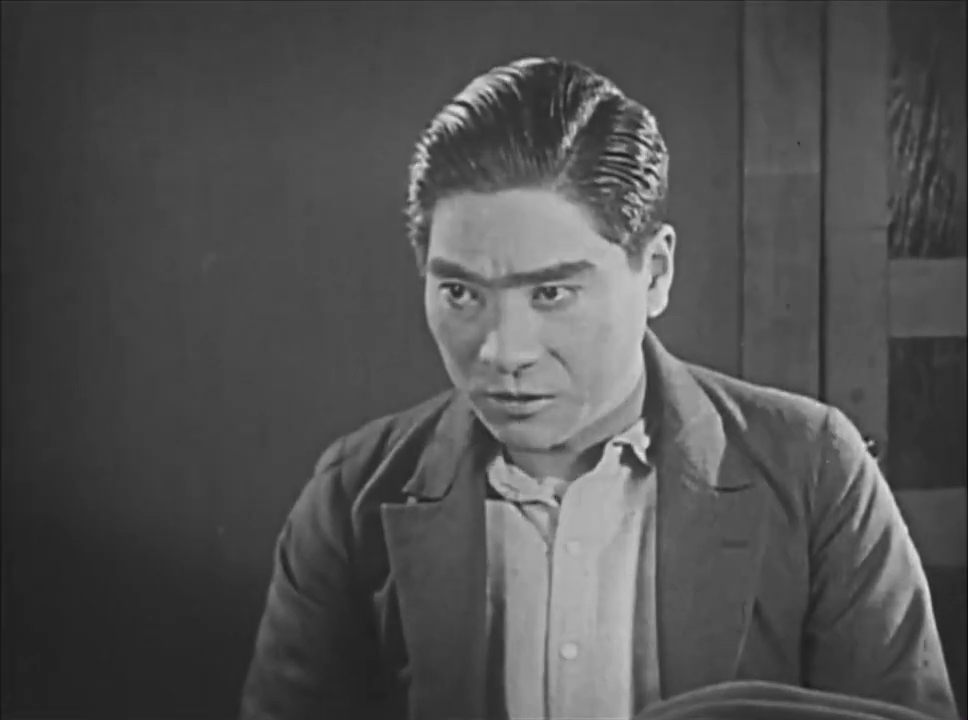
Scène du film avec Eiji Oshimoto.

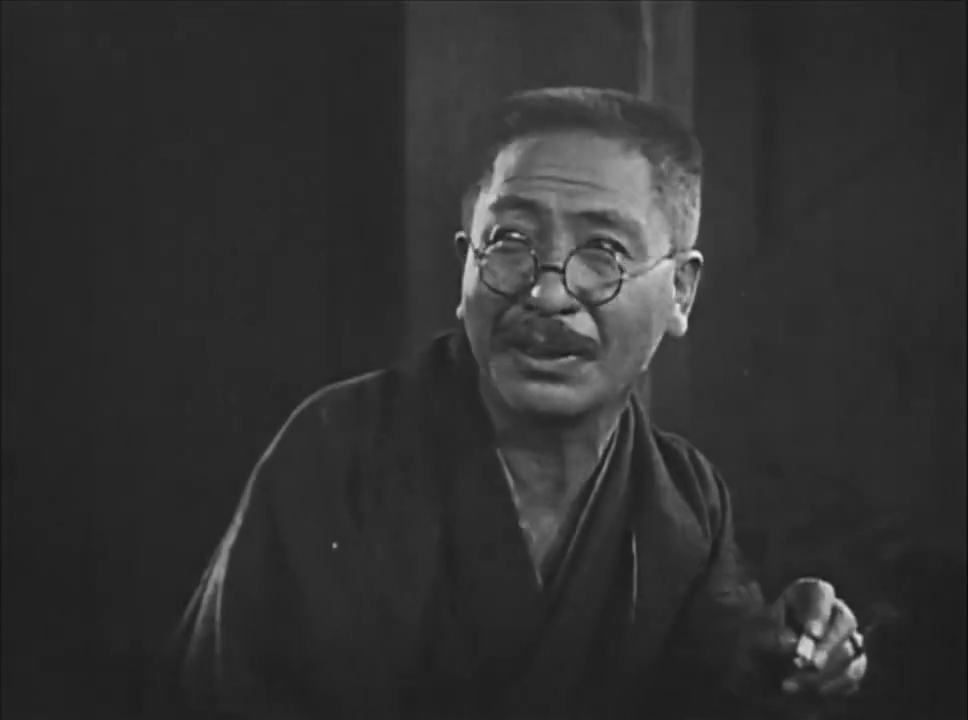
Scène du film avec Hideo Fujino.

- Masao Inoue : le forgeron Kyōsuke Ikeda
- Kaoru Futaba (ja) : Toyono Ikeda, sa femme
- Eiji Oshimoto (ja) : Ichirō Ikeda, leur fils aîné
- Ichirō Yūki (ja) : Jirō Ikeda, leur second fils
- Shōichi Nodera (ja) : Chūzō Satō, l'aide forgeron
- Kinuyo Tanaka : sa fille Omitsu
- Hideo Fujino : le maire Kosaku Matsuoka
- Shin'ichirō Komura : Tomisaku Matsuoka, son fils
- Yurie Hinatsu (ja) : Sadayo, sa sœur
- Hisao Yoshitani (ja) : un villageois
- Takeshi Sakamoto : le maître d'école
- Eiko Takamatsu : Otane
- Kanji Kawara (ja) : Kiyohiko Sugimoto
- Fumiko Okamura : Kaoru Shimada, sa maîtresse
- Shintarō Takiguchi (ja) : Ichirō Ikeda (jeune)
- Shōichi Kofujita (ja) : Jirō Ikeda (jeune)
- Kotarō Sekiguchi :  Tomisaku (jeune)
- Yōko Fujita (ja) : Omitsu (jeune)
- Mitsuko Takao (ja) : Sadayo (jeune)
- Fusako Fujita (ja) : Otane (jeune)

## Autour du film
Le Forgeron de la forêt est un mélodrame inspiré du Forgeron du village (The Village Blacksmith) de John Ford sorti en 1922. C'est le film le plus ancien encore existant de Hiroshi Shimizu, dans une version raccourcie par rapport à l'original disparu.